# Yatate

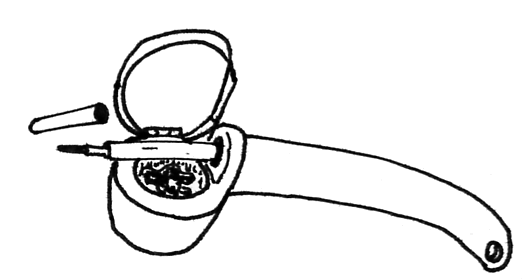
Schéma d'un yatate typique.

Un yatate (矢立) est un matériel d'écriture personnel en forme de pipe, utilisé dans le Japon médiéval. Il est constitué d'un compartiment contenant un coton imbibé d'encre et d'un étui pour un pinceau (et éventuellement un coupe-papier).
Yatate signifie littéralement « support pour flèches » (ya : « flèches » ; tate : « support »). Le nom provient de ce que, traditionnellement, les bushi utilisaient leur pierre à encre comme fond de carquois.
La calligraphie traditionnelle japonaise est empruntée à la Chine et utilise les « quatre trésors du lettré » : une pierre à encre, un bâtonnet d'encre (sumi), le papier et des pinceaux. L'encre liquide se crée en frottant le bâtonnet contre la pierre et en y ajoutant de l'eau. L'ensemble est encombrant, lourd et la préparation de l'encre prend un certain temps.

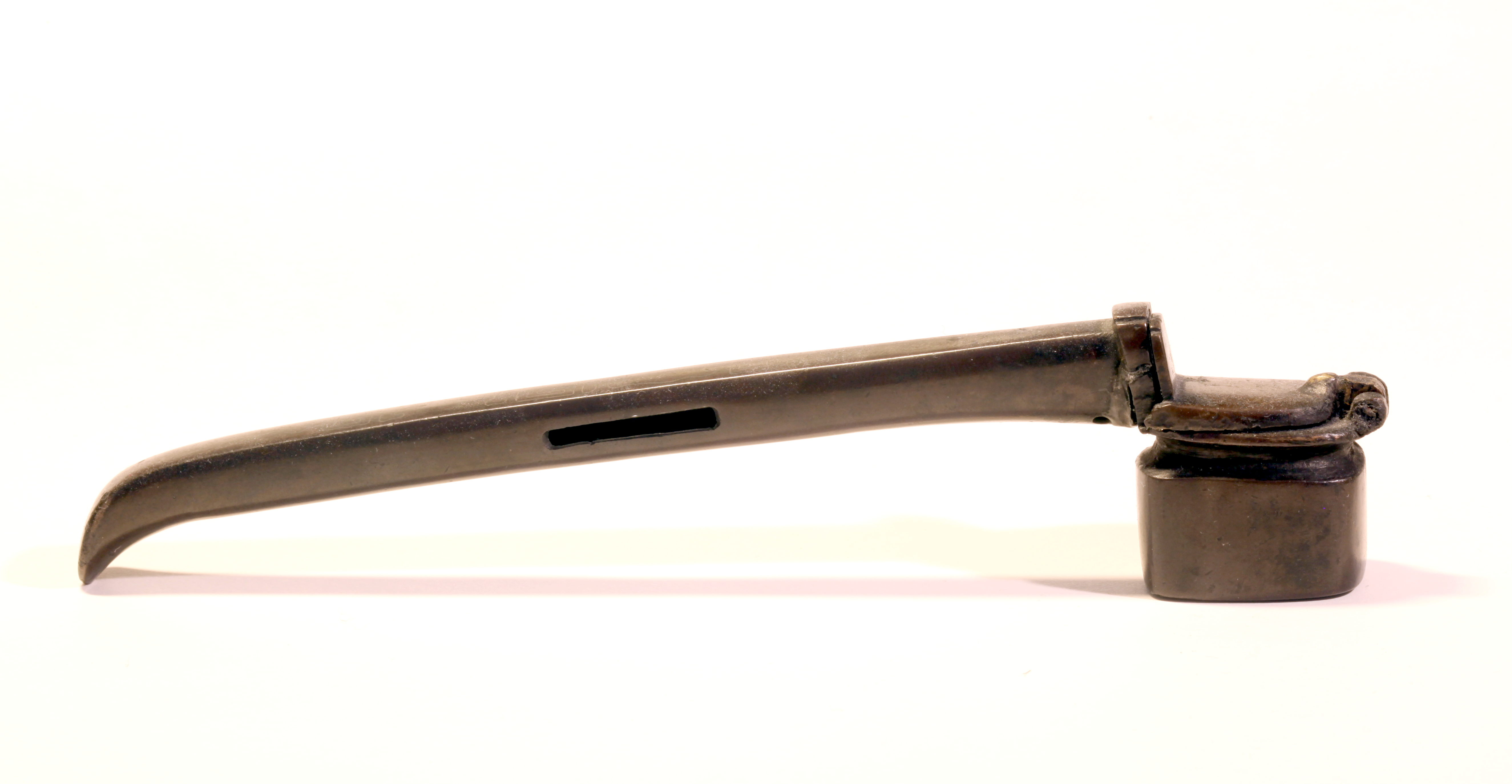
Un yatate de l'ère Edo.

Durant l'ère Kamakura (1185-1333) apparut l'idée de sursaturer le morceau de coton d'encre. De cette façon, il suffit de toucher le coton avec le pinceau pour être prêt à écrire. En mettant le coton dans un compartiment à encre (sumi tsubo), on peut transporter en permanence de l'encre prête à l'usage, sans risquer de la renverser.
Les premiers yatate ressemblaient à des plumiers ; le modèle en forme de pipe fut conçu pour augmenter la quantité d'encre transportée. Vers la fin de l'ère Edo, une variante du dernier modèle apparut, où le compartiment à encre est relié à l'étui à pinceau par une chaînette et sert de netsuke pour fixer le yatate à la ceinture (le modèle « en pipe » est simplement fiché dans la ceinture comme un éventail).
Pendant les temps où porter un nihonto était interdit en dehors de la caste des bushi, certains yatate étaient conçus de façon pour pouvoir servir d'arme d'autodéfense. Il existe ainsi des exemples de yatate cachant des armes à petites lames.
L'une des caractéristiques remarquables des yatate récents est que certains sont faits d'un alliage spécial d'or et de cuivre, le shakudo, conçu spécifiquement pour sa belle patine rouge sombre.